# Giovanni Candido
Giovanni Candido (Udine, 1450 circa – Udine, 20 luglio 1528) è stato uno storico e giurista italiano.

## Biografia
Nato a Udine, dopo gli studi umanistici nella città natale, si trasferì a Padova, dove si laureò in utroque iure; in seguito tornò nella capitale del Friuli, dove si sposò ed esercitò la professione di avvocato. Appartenendo alla fazione degli Strumieri, durante la rivolta della zobia grassa fu accusato di parteggiare per l'imperatore e costretto alla fuga, mentre la sua casa veniva saccheggiata. Rifugiatosi nella più sicura Cividale, tornò a Udine solo nel 1516, a guerra e disordini finiti. Nel 1521 scrisse la sua opera maggiore, i Commentariorum Aquileiensium libri octo ab ultimis temporibus usque ad inducias quinquennales A.C. 1517. Dopo la morte, Candido fu sepolto nel Duomo di Udine.